# 銅鑼灣運動場
銅鑼灣運動場（英語：Causeway Bay Sports Ground，俗稱高士威球場），位於香港島灣仔區銅鑼灣天后高士威道，鄰近港鐵天后站，座落於香港中央圖書館旁。

## 簡介
前身為海軍球場，於1960年代之前，曾經是香港甲組足球聯賽的主要比賽場地之一，戰後前三屆高級組銀牌決賽都在此球場舉行，當時設有可容約6,000名觀眾的看台。
改建後的銅鑼灣運動場，於1983年5月啟用，面積約2.4公頃，惟看台已被拆卸。1994年曾經再次進行改建工程，現設有草地足球/欖球場一個，1條100米5線的跑道，1條不標準的緩跑徑，並設有6個網球場及2個網球練習場。

## 外部連結
- 康文署：銅鑼灣運動場